# Melanie Cremer
Melanie Cremer (* 23. Dezember 1970 in Düsseldorf) ist eine ehemalige deutsche Hockeyspielerin. Sie war Weltmeisterschaftsdritte 1998.

## Sportliche Karriere
Melanie Cremer war schon im Juniorenbereich erfolgreich. 1988 war sie Junioreneuropameisterin und 1989 war sie Juniorenweltmeisterin. Sie wirkte zwischen 1989 und 2005 in insgesamt 267 Länderspielen der deutschen Nationalmannschaft mit, davon 21 in der Halle.
Bei der Europameisterschaft 1991 erreichte sie mit der deutschen Mannschaft das Finale, dort unterlag die Mannschaft dem englischen Team. Drei Jahre später bei der Weltmeisterschaft 1994 in Dublin gewannen die Deutschen ihre Vorrundengruppe und unterlagen dann im Halbfinale den Australierinnen mit 0:2. Im Spiel um den dritten Platz verloren die Deutschen gegen das Team der Vereinigten Staaten mit 1:2. Auch bei der Europameisterschaft 1995 erreichte die deutsche Mannschaft das Halbfinale. Nach einer 1:2-Niederlage gegen die Niederländerinnen siegten die Deutschen im Spiel um Bronze mit 1.0 gegen die Engländerinnen. 
1996 bei den Olympischen Spielen in Atlanta traten alle acht teilnehmenden Teams gegeneinander an. Die deutschen Damen belegten mit zwei Siegen, einem Unentschieden und vier Niederlagen den sechsten Platz. 1998 bei der Weltmeisterschaft in Utrecht belegte die deutsche Mannschaft in der Vorrunde den zweiten Platz hinter den Australierinnen. Nach einer 1:6-Niederlage im Halbfinale gegen die niederländische Mannschaft bezwangen die Deutschen im Spiel um Bronze die Spanierinnen mit 3:2. Cremer wirkte in allen sieben Spielen mit. Vier Jahre später gehörte Melanie Cremer auch zum deutschen Team bei der Weltmeisterschaft 2002, das in Perth den siebten Platz belegte. 2003 gehörte sie zum Team, das den Titel bei der ersten Weltmeisterschaft im Hallenhockey gewann, nachdem sie 1998 und 2000 bereits Halleneuropameisterin geworden war. Später gehörte Melanie Cremer zu Nationalmannschaften im Masters-Bereich.
Die Mittelfeldspielerin spielte beim RTHC Bayer Leverkusen, mit dem sie 1990 deutscher Meister wurde. Später war sie beim Klipper THC und beim Uhlenhorster HC in Hamburg. Sie ist Diplom-Sportlehrerin und Sporttherapeutin.